# Heartbeats
Heartbeats er et dansk online kulturmedie, som består af en netavis og en digital radiokanal. 

## Historie
Heartbeats blev stiftet af radioværten Le Gammeltoft som en ren radiokanal, der gik i luften i februar 2014. Omkring et år senere i marts 2015 blev mediet udvidet med et skrevet netmedie.
I perioden 2018 til 2023 var kulturjournalist Ditte Giese redaktionschef på Heartbeats, men stoppede som følge af sygdom. Herefter tiltrådte Emil Norsker som chefredaktør.

## Indhold
Heartbeats beskriver sig selv i dag som et online kultursite hvis sektioner dækker musik, kultur, samfund, livsstil samt karriere. Heartbeats omfatter desuden en flow radiokanal, en podcast samt videoindhold.

## Ejerskab
Heartbeats er tidligere ejet af Zebra Digital Media Group ApS, et holdingselskab, som var ejet af Le Gammeltoft Holding ApS (25-33,32%) og Zibra Invest II ApS (66,7-89,99%). Zibra Invest er ejet af Zibrandtsen-familien, som i 2016 solgte it-firmaet Global Connect for 1,3 mia. kr.
I september 2019 købte Aller Media Zibra's ejerandel  på 80 procent, mens CEO Le Gammeltoft stadig ejer 20 procent. Heartbeats er dog stadig en selvstændig redaktion og sidder ikke i hus med resten af Aller.

## Kontroverser
I 2017 trak Heartbeats et interview med Anders Matthesen tilbage efter hård kritik fra sidstnævnte, som ikke var bekendt med, at interviewet var sponsoreret af firmaet Go Dream.